# Sopoćani
Sopoćani (serb. Сопоћани) – monastyr w południowej części Serbii.
Położony 15 km na zachód od miasta Novi Pazar, nad rzeką Raška.
Monastyr został ufundowany w 1260 przez króla Stefana Urosza I jako mauzoleum dla niego i jego rodziny. Na początku XIV wieku car Duszan zlecił dobudowanie narteksu z wieżą. Klasztor został zniszczony jeszcze w 1389, popadł w ruinę po kolejnej wojnie austriacko-tureckiej. Gruntowne prace renowacyjne przeprowadzono w latach 1925–1929 i 1949–1958.
W 1979 monastyr Sopočani został wpisany na listę światowego dziedzictwa UNESCO. 

## Freski
W cerkwi Świętej Trójcy zbudowanej w stylu bizantyjskim znajdują się freski z okresu 1263–1268 o tematyce religijnej i historycznej. Wnętrza wieży i narteksu zdobią malowidła z okresu 1338–1346. Większość malowideł zachowało się w stanie oryginalnym (70%). Freski w Sopoćani stanowią jeden z najcenniejszych zabytków serbskiego malarstwa ściennego. 

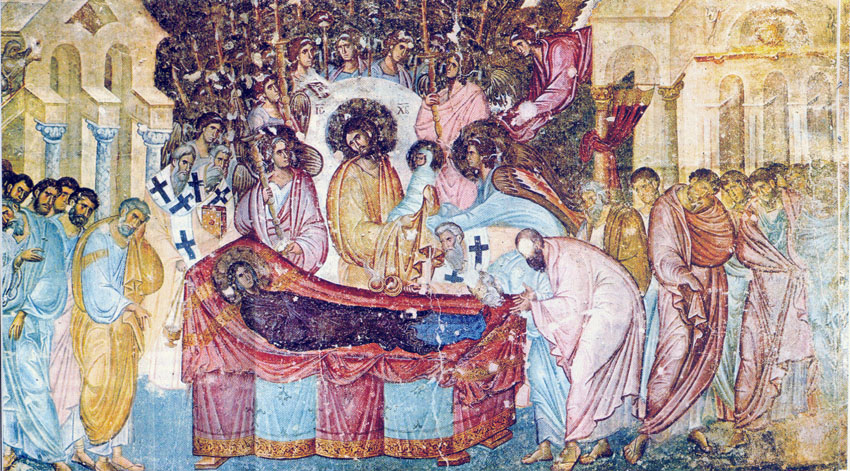
Cerkiew Świętej Trójcy: Zaśniecie Matki Boskiej, 1271–1274
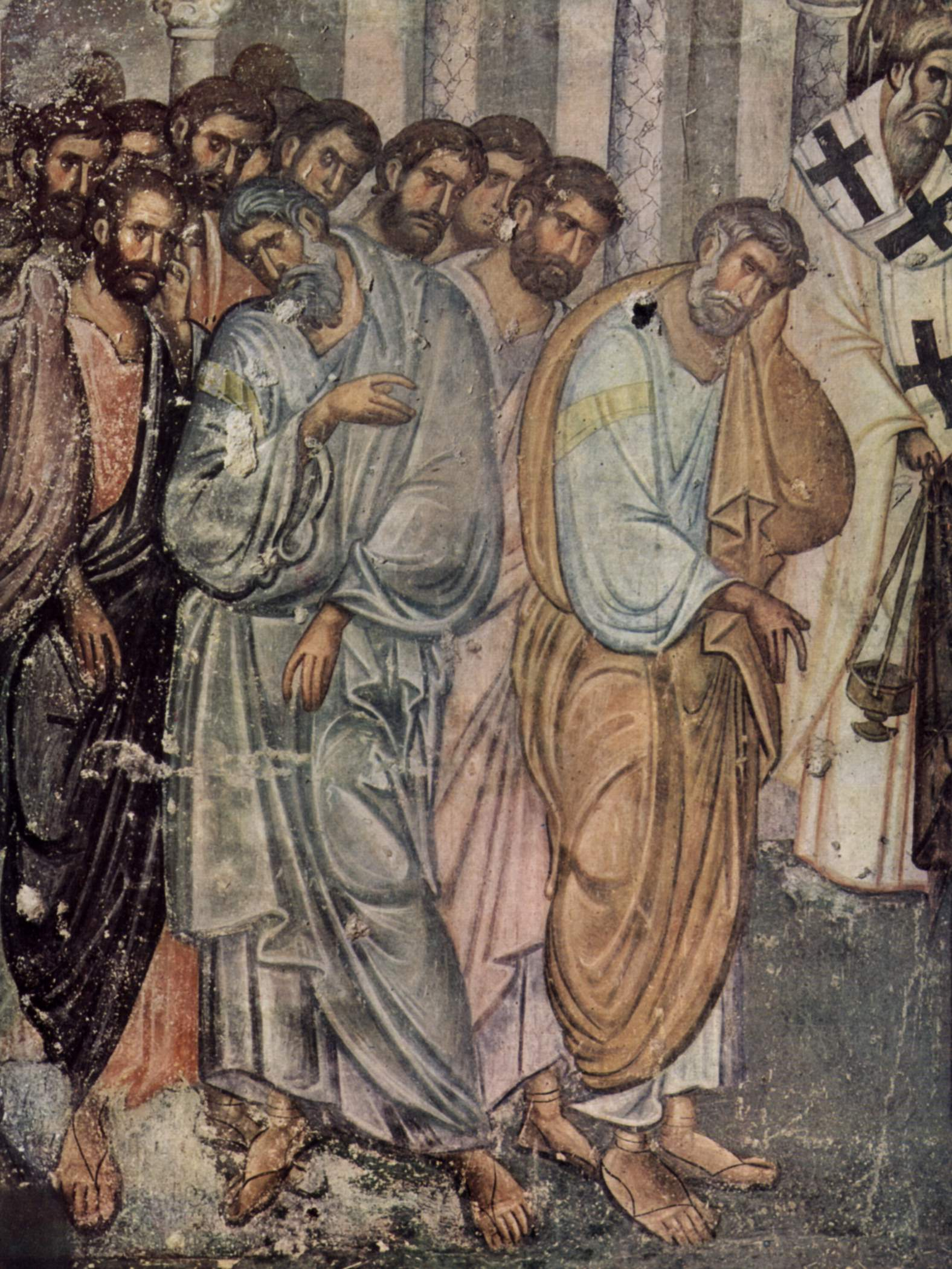
Cerkiew Świętej Trójcy: Śmierć Marii, ok. 1235
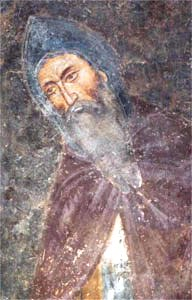
Cerkiew Świętej Trójcy: Stefan Nemanicz jako mnich Symeon, II poł. XIII w.
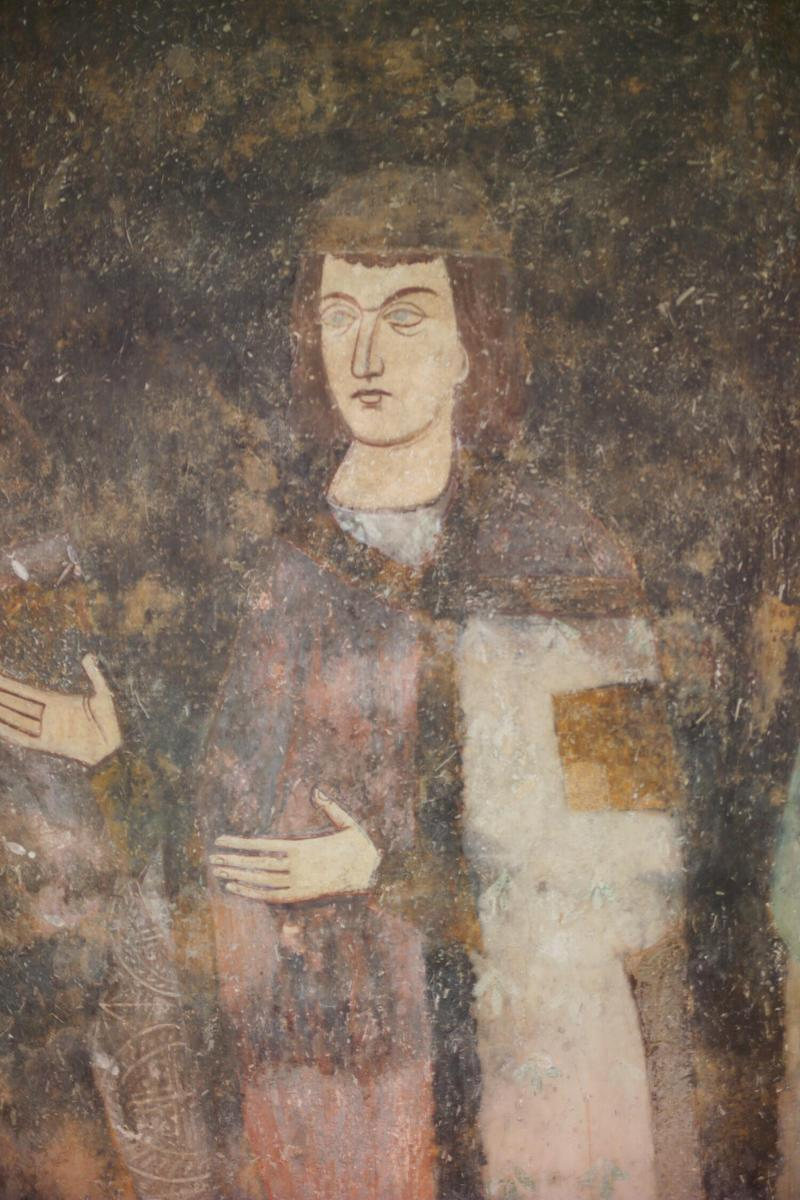
Cerkiew Świętej Trójcy: Stefan Urosz II Milutin, XIII w.